# Die Kreatur (Zeitschrift)
Die Kreatur (DK) war eine vierteljährliche Kulturzeitschrift, die in den Jahren 1926 bis 1930 im Berliner Verlag Lambert Schneider erschien. Herausgeber waren der Jude Martin Buber, der Protestant Viktor von Weizsäcker und der Katholik Joseph Wittig. Ihr Ziel war es, die Idee des interreligiösen Dialogs praktisch umzusetzen: „[...] an diesem Tag geboten ist das Gespräch: der grüßende Zuruf hinüber und herüber, das Sich-einander-Auftun in der Strenge und Klarheit des eignen Beschlossenseins, die Unterredung über die gemeinsame Sorge um die Kreatur.“) In einem „Zusammengehen ohne Zusammenkommen“ (DK 1.1:2) war die Zeitschrift auf einen Gedankenaustausch ausgerichtet, der die gegenseitigen Positionen von vornherein als eigenständig anerkannte.
„Religionhafte Sonderungen, aus denen es keine andere Befreiung gibt als die messianische, haben die Not und die Zucht von Exilen. […] Erlaubt aber, und an diesem Tag der Geschichte geboten ist das Gespräch, der grüßende Zuruf hinüber und herüber, das Sich-einander-Auftun in der Strenge und Klarheit des eigenen Geschlossenseins, die Unterredung in der gemeinsamen Sorge um die Kreatur. Es gibt ein Zusammengehen ohne Zusammenkommen, es gibt ein Zusammenwirken ohne Zusammenleben. Es gibt eine Einigung der Gebete ohne Einigung der Beter. Parallelen, die sich in der Unendlichkeit schneiden, gehen einander nichts an; aber Intentionen, die sich am Ziel begegnen werden, haben ein namenloses Bündnis an der von ihren Wahrheiten aus verschiedenen, aber von der Wirklichkeit der Erfüllung gemeinsamen Richtung. Wir dürfen nicht vorwegnehmen, aber wir sollen bereiten. […]. Florens Christian Rang war es, der den Plan faßte, aber nicht mehr verwirklichen konnte, eine Zeitschrift herauszugeben des Namens ‚Grüße aus den Exilen‘. Ein Jude, ein Katholik und ein Protestant sollten sich dazu vereinen. So tun es nun die drei Herausgeber. […] Was uns drei Herausgeber verbündet, ist ein Ja zur Verbundenheit der geschöpflichen Welt, der Welt als Kreatur. Der unseren drei Lehr- und Dienstgemeinschaften gemeinsame Glaube an den Ursprung wird sinnlich präsent in der Gewißheit des eigenen Erschaffenseins und dem daraus wachsenden Leben mit allem Erschaffnen.“ (Kreatur I-1, 1f) Buber sprach auch von der „Verleiblichung des dialogischen Wortes“ in dem Artikel „Zwiesprache. Urerinnerung“ (DK III, 201–222, hier 204)

## Geschichte
Zur Entstehungsgeschichte berichtete Rosenstock-Huessy: „Das geheime Dreieck der Konfessionen, das in der Kreatur zur Sprache und Aussprache kam, hatte sich gegen Ende des ersten Weltkrieges schon vorgebildet. Weismantel, Rosenzweig, Barth, Hans und Rudolf Ehrenberg, Picht, und ich hatten den Patmosverlag gegründet und von 1919 bis 1920 'Die Bücher vom Kreuzweg' veröffentlicht .... In diesen Büchern vom Kreuzweg brach die wirkliche eine Welt des ersten Glaubensartikels aus den Fiktionen der 'Staatenwelt', der 'christlichen' Welt, der kirchlichen Welt, der gesellschaftlichen Welt hervor.“ Der „Patmos-Kreis“ war wesentlich an den Artikeln in „Die Kreatur“ beteiligt.
Rudolf Ehrenbergs programmatischer Aufsatz „Glaube und Bildung“ (DK 1.1:3–16) eröffnete die Reihe der Artikel. Martin Buber verwies mit seinem Thema „Rede über das Erzieherische. Nach einer auf der III. Internationalen Pädagogischen Konferenz in Heidelberg gesprochenen“ (DK 1.1 (1926/1927), 31–51) auf einen Schwerpunkt der Zeitschrift. Eugen Rosenstock ergänzte mit dem Thema „Lehrer oder Führer? Zur Polychronie des Menschen“ (DK 1:1:52–68). Weitere Mitwirkende/Autoren waren zahlreiche Gelehrte wie Walter Benjamin, Nikolai Berdjajew, Hugo Bergmann, Hans Ehrenberg, Hermann Herrigel, Ernst Löwenstein, Werner Picht, Franz Rosenzweig, Ernst Simon, Dolf Sternberger oder Margarete Susman.
Bereits nach zwei Jahrgängen war die Situation der Zeitschrift kritisch. Die Anzahl der Abonnenten lag bei 250 Stück. Rosenzweig: „Dagegen geht Lambert Schneider das Wasser an die Kehle. Er hat sich mit seinen kühnen jüdischen Unternehmungen –  Bibel, Juda Halevi und in gewissen Sinn ja auch Kreatur vollkommen kaputt gemacht.“ Doch der Verleger Lambert Schneider hatte an Buber geschrieben: „Vielleicht mache ich Ihnen zu Ihrem Geburtstag noch eine Freude, wenn ich Ihnen meinen Entschluß mitteile, daß ich Die Kreatur noch ein drittes Jahr halten will. Ich kann mich nicht entschließen, sie eingehen zu lassen.“ Nach drei Jahrgängen wurde die Zeitschrift 1930 dann aus Mangel an geeigneten Beiträgen eingestellt. Den letzten Artikel der letzten Ausgabe widmete Buber seinem verstorbenen Freund Franz Rosenzweig. Er schrieb: „Wir wollen diese Zeitschrift, die wir im Gedächtnis Florens Christian Rangs begonnen haben, im Gedächtnis Franz Rosenzweigs beschließen [....] Was sie sagen und wirken durfte, möge allezeit mit der Erinnerung an diese zwei großen Bekenner der Einen Wirklichkeit verknüpft sein.“ (DK 3 (1929/1930), 424) Das letzte Heft enthält dann Texte „Aus Franz Rosenzweigs Nachlaß.“ Josef Wittig schrieb nach dem Ende der Kreatur an Buber: „Die Zeitschrift ist in sich vollendet, wie ein mehrbändiges Buch in sich vollendet ist.“
Ein Neudruck der Zeitschrift erfolgte 1969 bei Nendein, Liechtenstein. Im Jahr 1997 erschien aus Anlass des ersten Ökumenischen Kirchentags eine Anthologie mit wesentlichen Aufsätzen der Zeitschrift.

## Artikelliste
Die Liste ist unvollständig, zeigt aber bereits das breite Spektrum der Themen und Autoren.

I.

- Rudolf Ehrenberg: „Glaube und Bildung“ (DK I, 3–16)
- Martin Buber: „Rede über das Erzieherische. Nach einer auf der III. Internationalen Pädagogischen Konferenz in Heidelberg gesprochenen“ (DK I, 31–51)
- Eugen Rosenstock: „Lehrer oder Führer? Zur Polychronie des Menschen“ (DK I, 52–68)
- Josef Wittig: „Volk von Neusorge“ (DK I, 87–103)
- Florens Christian Rang: „Das Reich“ (DK I/104–123)
- Franz Rosenzweig: „Die Schrift und das Wort. Zur neuen Bibelübersetzung“ (DK I, 124–130)
- Alfons Paquet: „Florens“ (DK I/131–134). Nachruf auf Florens Christian Rang (1864–1924)
- Albert Mirgeler: „Der Weg der kommenden Generation” (DK I, 230–244)
- Viktor von Weizsäcker: „Die Schmerzen“ (DK I, 315–335)
- Ernst Michel: „Über eine Lehrstätte für Arbeiter” (DK I, 426–437)
- Heinrich Sachs: „Vom Leben und Bilden einiger Kinder“ (DK I, 438–467)
- Eduard Strauss: „Franz von Assisi“ (DK I, 214–229; I, 336–360; I, 468–484)
- Marie Luise Enckendorff: „Zur Frage der Erziehung“ (1. Jg. 1926/27)
- Viktor von Weizsäcker: „Der Arzt und der Kranke“ (1. Jg. 1926/27)

II.

- Florens Christian Rang: „Glaube, Liebe und Arbeitsamkeit: Ein Brief an Walther Rathenau“ (DK II, 34–70)
- Walter Benjamin: „Moskau“ (DK II, 71–101)
- Nikolaj Berdjajew: „Das Ende der Renaissance“ (DK II, 102–122; II, 227–244)
- Hermann Herrigel: „Vom prinzipiellen Denken“ (DK I, 135–158)
- Justus Schwarz: „Die Wirklichkeit des Menschen in Rilkes letzten Dichtungen“ (DK II, 200–221)
- Martin Buber: „Chassidische Geschichten“ (II, 222–226)
- Rudolf Ehrenberg: „Gewissen und Gewusstes“  (DK II, 135–147)
- Werner Picht: „Internationale Verständigung“ (DK II, 148–157)
- Hugo Bergmann: „Der Physiker Whitehead“ (DK II, 356–363)
- Hans Ehrenberg: „Amt. Ein Rundbrief“ (DK II, 364–368)
- Ernst Simon: „Das Werturteil im Geschichtsunterricht“ (DK II, 442–454)
- Edith Klatt: „Über Kranksein und Heilen“ (2. Jg. 1927/28)
- Joseph Wittig: „Aus meiner letzten Schulklasse“ (2. Jg. 1927/28)
- Joseph Wittig: „Im Anfang“ (2. Jg. 1927/28)
- Joseph Wittig: „Das Geheimnis des ,und‘“ (2. Jg. 1927/28)

III.

- Rudolf Ehrenberg: „Über das Dogma“ (DK III, 15–28)
- Hermann Herrigel: „Das Verhältnis der beiden Welten“ (DK III, 38–52)
- Karl Nötzel: „Die Verwirklichung des Menschen im Russen“ (DK III, 118–136)
- Josef Wittig: „Der Weg zur Kreatur“ (DK III, 137–157)
- Ernst Loewenstein: „Über den Eid“ (DK III, 190–200)
- Martin Buber: „Zwiesprache. Urerinnerung“ (DK III, 201–222)
- Hans Ehrenberg: „Drinnen und Draußen – Drunten und Droben. Kreatürliche Glossen zu Goethes Pädagogischer Provinz“ (DK III, 297–307)
- Buber, M., von Weizsäcker, V. und Wittig, J.: „Rosenzweigs Nachlass“ (DK III, 424–434)
- Edgar Dacqué: „Der Mensch als Urform“
- Eberhard Grisebach: „Die Grundentscheidung des Existentiellen Denkens und ihre Kritik. Antwort an Hermann Herrigel“
- Ludwig Strauss: „Der Mensch und die Dichtung“
- Hans Trüb: „Eine Szene im Sprechzimmer des Arztes“ (3. Jg. 1929/30)
- Hans Trüb: „Aus einem Winkel meines Sprechzimmers“ (3. Jg. 1929/30)